# Mount Hawkes
Mount Hawkes ist ein markanter und 1975 m hoher Berg im westantarktischen Queen Elizabeth Land. Er ist die höchste Erhebung entlang des Washington Escarpment und ragt in der Neptune Range der Pensacola Mountains an der Ostseite des Jones Valley auf.
Entdeckt und fotografiert wurde der Berg am 13. Januar 1956 im Zuge des Nonstop-Transantarktisfluges vom McMurdo-Sund zum Weddell-Meer und zurück im Zuge der ersten Operation Deep Freeze der United States Navy. Das Advisory Committee on Antarctic Names benannte ihn 1957 nach William Michael Hawkes (1910–1994), Kopilot der P2V-2N Neptune, mit dem dieser Flug bewerkstelligt wurde.